# St. Josef (Forsthofen)

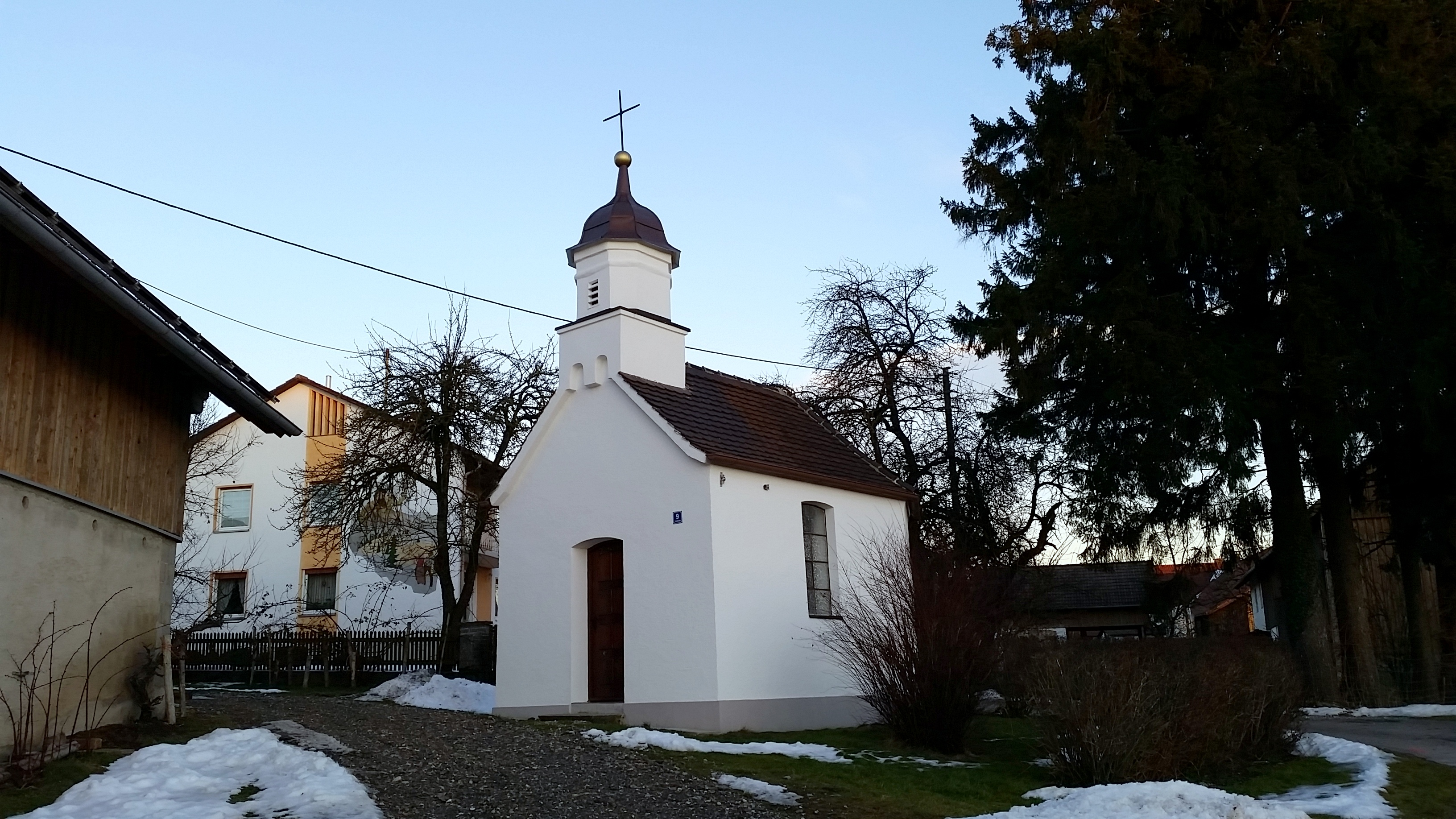
Kapellenbau St. Josef in Forsthofen

St. Josef ist eine römisch-katholische Kapelle im oberschwäbischen Forsthofen, einem Ortsteil von Ettringen. Der schlichte Bau wurde 1885 von den Forsthofener Bauern Joseph Fischer, Paulus Leimer und Joseph Kugelmann, vermutlich an der Stelle eines hölzernen Vorgängerbaus aus der ersten Hälfte des 18. Jahrhunderts auf dem Grund des Barthlbauerhofs erbaut. Er ist flachgedeckt und hat einen dreiseitigen Schluss. An den Längsseiten ist je ein Stichbogenfenster in die Wand eingelassen. Im Westen befindet sich eine Stichbogentür. Der Bau besitzt ein profiliertes Traufgesims. Über dem Westgiebel befindet sich ein Dachreiter mit einem quadratischen, auf zwei Rundbogen vorkragenden Sockel. Das Oberteil ist als Oktogon gestaltet, besitzt Rundbogenöffnungen im Osten und Westen und hat ein derbes Profilgesims. Die Schweifhaube ist blechgedeckt.
Der Altar stammt aus dem dritten Viertel des 19. Jahrhunderts und ist im neuromanischen Stil gestaltet. Er besteht aus Holz und hat ein rundbogig geschlossenes Gemälde, das den heiligen Josef mit einem Modell der römischen Peterskirche in der Hand zeigt. Das Gestühl ist wohl im 18. Jahrhundert erschaffen worden und besteht aus Nadelholz mit schlichten Schweifwangen. Die beiden in der Kapelle befindlichen Holzfiguren sind gefasst. Die Pietà wurde um 1400 geschaffen und besitzt den Faltenwurf im sogenannten Weichen Stil. Die aufrechte Gesamthaltung ist noch nach einem älteren Typus gehalten. Die Fassung wurde erneuert. Das Kruzifix stammt wohl aus der ersten Hälfte des 19. Jahrhunderts und ist volkstümlich gestaltet. Des Weiteren befinden sich in der Kapelle zwei pyramidenförmige geschnitzte Tafeln mit je sieben Kreuzwegstationsbildern. Die Tafelbilder wurden gegen 1800 geschaffen und stammen aus der Pfarrkirche in Kirch-Siebnach.
Die Glocke stammt vermutlich aus dem Vorgängerbau und wurde 1816 vom Immenstädter Glockengießer Herz gegossen.
Die Kapelle wurde 1976 grundlegend renoviert. Im Zuge der Renovierung wurde auch eine Teilung vorgenommen.